# Haplogaster
Haplogaster is een geslacht van kevers uit de familie van de loopkevers (Carabidae). De wetenschappelijke naam van het geslacht is voor het eerst geldig gepubliceerd in 1879 door Chaudoir.

## Soorten
Het geslacht Haplogaster omvat de volgende soorten:
- Haplogaster ampliata Bates, 1892
- Haplogaster elongata Banninger, 1932
- Haplogaster granulipennis Balkenohl, 1994
- Haplogaster himalayicus Banninger, 1935
- Haplogaster manipurensis Banninger, 1932
- Haplogaster mollita Bates, 1892
- Haplogaster ovatus Chaudoir, 1879
- Haplogaster rugosus Landin, 1955
- Haplogaster wardi Andrewes, 1929